# CAC Large 60
Le CAC Large 60 est un indice boursier de la Bourse de Paris créé le 21 mars 2011, qui regroupe les 60 entreprises du CAC 40 et du CAC Next 20.

## Historique
Le CAC Large 60 est un indice, créé le 21 mars 2011 par Euronext, pondéré en fonction de la capitalisation boursière flottante qui reflète la performance des 60 actions les plus importantes et les plus activement négociées cotées sur Euronext Paris. L'indice sert de sous-jacent à des produits structurés, des fonds et des fonds négociés en bourse.

## Composition
Il est composé comme suit :
- CAC 40 : les 40 premières capitalisations ;
- CAC Next 20 : les 20 valeurs dont l'importance suit les 40 valeurs composant le CAC 40.